# Thomas Freundner
Thomas Freundner (* 1961 in Dülmen) ist ein deutscher Filmregisseur und Drehbuchautor.

## Leben
Freundner studierte an der Hochschule für bildende Künste Hamburg, wo er 1989 sein Diplom im Bereich Film ablegte. Es schloss sich ein Meisterstudium an und von 1992 bis 1994 ein Regie-Studium im weiterführenden Filmstudiengang der Universität Hamburg. Während des Studiums drehte Freundner mehrere Kurz- und Dokumentarfilme. Seine Dokumentation Sehnsucht nach Bitterfeld erhielt 1992 beim Dokumentarfilmfestival Nyon den Publikumspreis. Sein Kinderkurzfilm Die Untote vom ersten Stock wurde 1995 in Gera mit dem Goldenen Spatz ausgezeichnet.
Seit 1996 führt Thomas Freundner Regie bei Fernsehfilmen für verschiedene deutsche Sender, so auch bei zahlreichen Tatort-Folgen. Für den HR-Tatort Herzversagen wurde Freundner mit dem Adolf-Grimme-Preis 2005 und dem Deutschen Fernsehkrimipreis ausgezeichnet. 2005 durfte er sich in das Goldene Buch der Gemeinde Schwielowsee eintragen. Der für den Südwestrundfunk produzierte Film Das geteilte Glück erhielt den Fernsehbiber der Biberacher Filmfestspiele 2010. Für einige seiner Filme, wie zum Beispiel die Komödien Bettis Bescherung und Juli mit Delfin, schrieb Freundner das Drehbuch selbst.
Thomas Freundner ist mit der deutschen Schauspielerin Kathrin Freundner verheiratet und hat drei Töchter.

## Filmografie
- 1992: Sehnsucht nach Bitterfeld
- 1994: Die Untote vom ersten Stock
- 1996: Die Flughafenklinik
- 1997: S.O.S. Barracuda
- 1997: Tatort – Der Teufel
- 1998: Tatort – Gefallene Engel
- 1999: Traumfrau mit Nebenwirkungen
- 2000: Tatort – Einsatz in Leipzig
- 2000: Tatort – Von Bullen und Bären
- 2001: Der Solist – Niemandsland
- 2001: Tatort – Trübe Wasser
- 2001: Tatort – Totenmesse
- 2002: Tatort – Totentanz
- 2003: Tage des Sturms
- 2003: Tatort – Väter
- 2004: Tatort – Herzversagen (auch Drehbuch)
- 2005: Tatort – Tiefer Fall
- 2006: Bettis Bescherung (auch Drehbuch)
- 2006: Das unreine Mal (auch Drehbuch)
- 2007: Tatort – Die dunkle Seite (auch Drehbuch)
- 2008: Juli mit Delfin (auch Drehbuch)
- 2009: Tatort – Das Mädchen Galina
- 2009: Schneewittchen
- 2010: Das geteilte Glück
- 2011: Tatort – Tod einer Lehrerin (auch Drehbuch)
- 2012: Tatort – Tote Erde (auch Drehbuch)
- Seit 2013: Alles Klara
- 2015–2016: Matterns Revier
- 2017: Chaos-Queens – Für jede Lösung ein Problem
- 2019: Billy Kuckuck – Eine gute Mutter
- 2020: Billy Kuckuck – Aber bitte mit Sahne!
- 2021: Billy Kuckuck – Angezählt
- 2022: Billy Kuckuck – Mutterliebe
- 2023: Einspruch, Schatz! – Ein Fall von Liebe
- 2023: Einspruch, Schatz! – Unter Vätern
- 2025: Eine mit Herz – Familiengeheimnisse

## Auszeichnungen
- 1992: Publikumspreis beim Dokumentarfilmfestival Nyon für Sehnsucht nach Bitterfeld
- 1995: Goldener Spatz, Kurzfilmpreis für Die Untote vom ersten Stock
- 2005: Nominierung für den Deutschen Fernsehpreis als Beste Krimi-Reihe für Tatort: Herzversagen
- 2005: Adolf-Grimme-Preis für Tatort: Herzversagen
- 2005: Deutscher Fernsehkrimipreis für Tatort: Herzversagen
- 2010: Preis des russischen Kulturzentrums beim Kinder- und Jugendfilmfestival Art Amphora in Sofia, Bulgarien, für  Schneewittchen[4]
- 2010: Fernsehbiber des Filmfests Biberach für Das geteilte Glück